# Kamiła Konotop
Kamiła Konotop (ur. 23 marca 2001 w Łymanie) – ukraińska sztangistka, mistrzyni Europy, olimpijka z Tokio.

## Przebieg kariery
Debiut Ukrainki na zawodach międzynarodowych miał miejsce w Landskronie podczas mistrzostw Europy młodzieży, które rozgrywano w sierpniu 2015 roku, wówczas sztangistka zajęła 4. pozycję. W 2016 wywalczyła złoty medal mistrzostw Europy młodzieży a także startowała w mistrzostwach kategorii juniorów – na mistrzostwach świata zajęła 6. pozycję, natomiast na mistrzostwach Europy zdobyła brązowy medal. Kolejny medal mistrzostw Europy juniorów wywalczyła w 2018 roku, zdobywając srebrny medal na mistrzostwach Europy juniorów w Zamościu.
W 2018 zadebiutowała w zawodach kategorii seniorów, startując na mistrzostwach świata w Aszchabadzie i w kategorii wagowej do 55 kilogramów zajmując 27. pozycję z rezultatem 177 kg. Rok później ponownie startowała na mistrzostwach świata, na których uzyskała wynik 192 kg dający jej 16. pozycję.
W 2021 zdobyła złoty medal mistrzostw Europy dzięki rezultatowi 208 kg oraz złoty medal mistrzostw świata juniorów dzięki rezultatowi 212 kg w dwuboju (tym wynikiem ustanowiła również nowy rekord świata juniorek). Reprezentowała Ukrainę na letnich igrzyskach w Tokio, na których występowała w konkurencji wagowej do 55 kg i zajęła 5. pozycję z wynikiem 206 kg.

## Osiągnięcia
| Rok     | Zawody                      | Miasto    | Miejsce | Kategoria | Wynik  |
| ------- | --------------------------- | --------- | ------- | --------- | ------ |
| 2016    | Mistrzostwa świata juniorów | Tbilisi   | 6.      | 53 kg     | 169 kg |
| 2016    | Mistrzostwa Europy juniorów | Ejlat     | 3.      | 53 kg     | 166 kg |
| 2017    | Mistrzostwa świata juniorów | Tokio     | 9.      | 58 kg     | 190 kg |
| 2017    | Mistrzostwa Europy juniorów | Durrës    | 4.      | 53 kg     | 175 kg |
| 2018    | Mistrzostwa Europy juniorów | Zamość    | 2.      | 53 kg     | 182 kg |
| 2018    | Mistrzostwa świata          | Aszchabad | 27.     | 55 kg     | 177 kg |
| 2019    | Mistrzostwa świata juniorów | Suva      | 4.      | 55 kg     | 196 kg |
| 2019    | Mistrzostwa świata          | Pattaya   | 16.     | 55 kg     | 192 kg |
| 2019    | Mistrzostwa Europy juniorów | Bukareszt | 1.      | 55 kg     | 198 kg |
| 2021    | Mistrzostwa Europy          | Moskwa    | 1.      | 55 kg     | 208 kg |
| 2021    | Mistrzostwa świata juniorów | Taszkent  | 1.      | 55 kg     | 212 kg |
| 2021    | Letnie igrzyska olimpijskie | Tokio     | 5.      | 55 kg     | 206 kg |
| Źródło: |                             |           |         |           |        |